# Équateur (film)
Pour les articles homonymes, voir Équateur.
Pour plus de détails, voir Fiche technique et Distribution.
Équateur est un film franco-germano-gabonais, réalisé par Serge Gainsbourg, sorti en 1983.

## Synopsis
Parti plein d'enthousiasme pour les colonies, Joseph Timar ressent, dès son arrivée au Gabon, un malaise indéfinissable qui n'est pas seulement dû à la moiteur accablante du climat. Il s'est installé dans l'unique hôtel européen du port de Libreville, tenu par les Renaud et, dès le premier jour, la plantureuse patronne Adèle, dont le mari agonise lentement, s'est offerte à lui. Entre la sensualité et le remords, le jeune homme ressent le trouble et le déséquilibre de ce milieu inconnu. 
Le lendemain, un meurtre a été commis : la victime est un boy contre lequel la patronne s'est emportée l'autre soir. Timar l'a même entrevue, courant dans la nuit à sa poursuite. Mais les Blancs, ici, s'enorgueillissent des sévices qu'ils infligent aux Noirs et sont solidaires entre eux : « On trouvera bien un coupable », a déclaré le Procureur. 
Entre-temps, le mari d'Adèle est mort, et celle-ci, après avoir averti son amant que la factorerie qu'il doit rejoindre est au bord de la faillite, le persuade d'utiliser l'appui d'un oncle influent pour obtenir une concession en forêt. Elle a tout prévu et le contrat est bientôt signé. Ils vont pouvoir s'installer ensemble, après un interminable voyage à travers une nature que Joseph Timar devine oppressante, hostile. Malgré les caresses d'Adèle, il se sent de plus en plus gagné par un vide affreux et par le sentiment d'une gigantesque absurdité. Lorsque Adèle le quitte pour aller témoigner au procès du jeune Noir accusé du meurtre de son boy, Joseph se lance sur ses traces, décidé à dénoncer devant le tribunal l'énorme imposture à laquelle il a assisté. Ne sachant ce qui le pousse à agir ainsi, il se sent la proie d'un cauchemar. C'est pourtant la vérité qu'il crie à la face des juges avant de sombrer dans la démence, victime du « coup de lune », et de répéter, comme un halluciné, sur le paquebot qui le ramène en Europe : « Ça n'existe pas, ça n'existe pas ! »

## Fiche technique
- Titre : Équateur
- Réalisation : Serge Gainsbourg
- Scénario : Serge Gainsbourg d'après Le Coup de lune  de Georges Simenon
- Directeur de la photographie : Willy Kurant
- Cadreur : Yann Le Masson
- Décors : Jean Ladislaw
- Son : Michel Brethez[1]& Éric Vaucher
- Musique : Serge Gainsbourg
- Montage : Babeth Si Ramdane
- Production : Charles Mensah
- Sociétés de production : Corso Productions, TF1 Films Production
- Pays d'origine :  France,  Allemagne de l'Ouest et  Gabon
- Genre : drame, policier
- Dates de sortie :
  - France : 9 mai 1983 (Festival de Cannes) ; 10 août 1983 (sortie nationale)

## Distribution
- Barbara Sukowa : Adèle
- Francis Huster : Timar
- Jean Bouise : le procureur
- Reinhard Kolldehoff : Eugène Schneider, le patron d'Adèle
- Julien Guiomar : Bouilloux
- François Dyrek : le superintendant

## Production

### Choix des interprètes
- Gainsbourg avait initialement choisi de confier le rôle principal à Patrick Dewaere. Celui-ci s'étant suicidé à quelques mois du début du tournage, le réalisateur le remplace par Francis Huster[2].

## Accueil

### Accueil critique
- Ce second long-métrage de Serge Gainsbourg est à sa sortie un échec critique et public ; il vaut à son réalisateur d'être hué au Festival de Cannes en 1983[3].